# 리히텐슈타인 컵
리히텐슈타인 컵은 리히텐슈타인 축구 협회에서 주관하는 유일한 컵 대회로 1945년에 시작되었으며 이 대회의 우승팀에게는 UEFA 컨퍼런스리그 출전권이 주어진다.

## 개요
리히텐슈타인에는 자국 리그가 존재하지 않는 관계로 리히텐슈타인의 모든 팀들은 스위스 리그에서 활동하고 있기 때문에 리히텐슈타인 컵은 리히텐슈타인의 챔피언을 가리는 대회이며 리히텐슈타인 국적의 팀들에게는 스위스 축구 리그 시스템상 유럽 클럽 대항전 진출권이 부여되지 않으므로 리히텐슈타인 컵만이 유럽 클럽 대항전에 진출할 수 있는 유일한 통로이기도 하다.

## 대회 구성
리히텐슈타인 컵은 리히텐슈타인의 7개 클럽만이 참가하는 것 뿐만 아니라 스위스 축구 리그 시스템 하에서 활동하고 있는 리히텐슈타인 국적의 리저브팀들까지 출전하는 특이한 구성을 가지고 있다.
대표적으로 2006-07 시즌 컵 대회에 FC 파두츠와 리저브팀인 FC 파두츠 II, 3군팀인 FC 파두츠 III까지 참가했고 FC 트리젠과 FC 샨 역시 리저브팀이 대회에 출전했으며 2006-07 시즌 컵 대회에서 FC 트리젠베르크는 1회전에서 탈락했지만 트리젠베르크의 2군팀은 1회전을 통과하는 특이한 상황이 나타나기도 한다.

## 클럽별 우승횟수
1946년부터 2020년까지의 75시즌 동안 각 클럽별 우승 횟수이다.
"리그"는 스위스 리그에서 각 클럽이 활동하는 리그 계층을 뜻한다. (2019-20시즌 기준)
| 클럽            | 리그 | 결승진출 | 우승 | 준우승 |
| --------------- | ---- | -------- | ---- | ------ |
| FC 파두츠       | 1부  | 60       | 47   | 13     |
| FC 발처스       | 4부  | 26       | 11   | 15     |
| FC 트리젠       | 8부  | 18       | 8    | 10     |
| USV 에셴/마우렌 | 4부  | 22       | 5    | 17     |
| FC 샨           | 8부  | 14       | 3    | 11     |
| FC 루겔         | 6부  | 7        | 0    | 7      |
| FC 트리젠베르크 | 7부  | 1        | 0    | 1      |

## 연도별 결승전
| 연도 | 우승        | 결과           | 준우승      |
| ---- | ----------- | -------------- | ----------- |
| 1946 | 트리젠      | 3 - 1          | 파두츠      |
| 1947 | 트리젠      | 2 - 0          | 파두츠      |
| 1948 | 트리젠      | 4 - 2          | 파두츠      |
| 1949 | 파두츠      | 2 - 1          | 트리젠      |
| 1950 | 트리젠      | 3 - 2          | 파두츠      |
| 1951 | 트리젠      | 3 - 1          | 파두츠      |
| 1952 | 파두츠      | 2 - 0          | 트리젠      |
| 1953 | 파두츠      | 4 - 2          | 트리젠      |
| 1954 | 파두츠      | 1 - 0          | 트리젠      |
| 1955 | 샨          | 1 - 0          | 파두츠      |
| 1956 | 파두츠      | 4 - 1          | 샨          |
| 1957 | 파두츠      | 4 - 0          | 샨          |
| 1958 | 파두츠      | 2 - 0          | 트리젠      |
| 1959 | 파두츠      | 3 - 0          | 트리젠      |
| 1960 | 파두츠      | 3 - 2          | 샨          |
| 1961 | 파두츠      | 3 - 0          | 샨          |
| 1962 | 파두츠      | 4 - 0          | 샨          |
| 1963 | 샨          | 3 - 1          | 루겔        |
| 1964 | 발차스      | 1 - 0          | 트리젠      |
| 1965 | 트리젠      | 4 - 3          | 샨          |
| 1966 | 파두츠      | 7 - 0          | 샨          |
| 1967 | 파두츠      | 2 - 1          | 트리젠      |
| 1968 | 파두츠      | 4 - 2          | 트리젠      |
| 1969 | 파두츠      | 1 - 0          | 트리젠      |
| 1970 | 파두츠      | 2 - 1          | 샨          |
| 1971 | 파두츠      | 4 - 2          | 샨          |
| 1972 | 트리젠      | 2 - 1          | 파두츠      |
| 1973 | 발차스      | 2 - 1          | 루겔        |
| 1974 | 파두츠      | 2 - 2 (4 PK 3) | 발차스      |
| 1975 | 트리젠      | 5 - 2          | 발차스      |
| 1976 | 에셴/마우렌 | 3 - 1          | 발차스      |
| 1977 | 에셴/마우렌 | 0 - 0 (4 PK 2) | 파두츠      |
| 1978 | 에셴/마우렌 | 3 - 1          | 루겔        |
| 1979 | 발처스      | 3 - 1          | 에셴/마우렌 |
| 1980 | 파두츠      | 1 - 1 (4 PK 2) | 발차스      |
| 1981 | 발처스      | 3 - 0          | 루겔        |
| 1982 | 발차스      | 5 - 0          | 에셴/마우렌 |
| 1983 | 발처스      | 1 - 1 (5 PK 3) | 에셴/마우렌 |
| 1984 | 발처스      | 2 - 0          | 파두츠      |
| 1985 | 파두츠      | 3 - 1          | 에셴/마우렌 |
| 1986 | 파두츠      | 2 - 0          | 발처스      |
| 1987 | 에셴/마우렌 | 1 - 0          | 파두츠      |
| 1988 | 파두츠      | 2 - 0          | 에셴/마우렌 |
| 1989 | 발처스      | 4 - 2          | 에셴/마우렌 |
| 1990 | 파두츠      | 4 - 1          | 에셴/마우렌 |

| 연도 | 우승                     | 결과                     | 준우승                   |
| ---- | ------------------------ | ------------------------ | ------------------------ |
| 1991 | 발처스                   | 2 - 1                    | 파두츠                   |
| 1992 | 파두츠                   | 2 - 1                    | 발처스                   |
| 1993 | 발처스                   | 5 - 2                    | 샨                       |
| 1994 | 샨                       | 3 - 0                    | 발처스                   |
| 1995 | 파두츠                   | 3 - 1                    | 에셴/마우렌              |
| 1996 | 파두츠                   | 1 - 0                    | 에셴/마우렌              |
| 1997 | 발처스                   | 3 - 2                    | 파두츠                   |
| 1998 | 파두츠                   | 5 - 1                    | 에셴/마우렌              |
| 1999 | 파두츠                   | 3 - 2                    | 발처스                   |
| 2000 | 파두츠                   | 6 - 0                    | 발처스                   |
| 2001 | 파두츠                   | 9 - 0                    | 루겔                     |
| 2002 | 파두츠                   | 6 - 1                    | 에셴/마우렌              |
| 2003 | 파두츠                   | 6 - 0                    | 발처스                   |
| 2004 | 파두츠                   | 5 - 0                    | 발처스                   |
| 2005 | 파두츠                   | 4 - 1                    | 에셴/마우렌              |
| 2006 | 파두츠                   | 4 - 2                    | 발처스                   |
| 2007 | 파두츠                   | 8 - 0                    | 루겔                     |
| 2008 | 파두츠                   | 4 - 0                    | 발처스                   |
| 2009 | 파두츠                   | 2 - 1                    | 에셴/마우렌              |
| 2010 | 파두츠                   | 1 - 1 (4 PK 2)           | 에셴/마우렌              |
| 2011 | 파두츠                   | 5 - 0                    | 에셴/마우렌              |
| 2012 | 에셴/마우렌              | 2 - 2 (4 PK 2)           | 파두츠                   |
| 2013 | 파두츠                   | 1 - 1 (3 PK 0)           | 발처스                   |
| 2014 | 파두츠                   | 6 - 0                    | 에셴/마우렌              |
| 2015 | 파두츠                   | 5 - 0                    | 트리젠                   |
| 2016 | 파두츠                   | 11 - 0                   | 샨                       |
| 2017 | 파두츠                   | 5 - 1                    | 에셴/마우렌              |
| 2018 | 파두츠                   | 3 - 0                    | 발처스                   |
| 2019 | 파두츠                   | 3 - 2                    | 루겔                     |
| 2020 | 코로나19 범유행으로 취소 | 코로나19 범유행으로 취소 | 코로나19 범유행으로 취소 |
| 2021 | 코로나19 범유행으로 취소 | 코로나19 범유행으로 취소 | 코로나19 범유행으로 취소 |
| 2022 | 파두츠                   | 3 - 1                    | 에셴/마우렌              |
| 2023 | 파두츠                   | 4 - 0                    | 발처스                   |